# Martin Stoew
Martin Stoew, bułg. Мартин Стоев (ur. 3 grudnia 1973 w Sofii) – bułgarski siatkarz i trener. Uczestnik olimpiady w Atlancie (1996).
Jako zawodnik z młodzieżową reprezentacją Bułgarii wywalczył w 1991 mistrzostwo świata (został także uznany za najlepszego siatkarza turnieju), a w kadrze seniorów rozegrał ponad 200 meczów. Ponadto trzykrotnie zdobył tytuł mistrza kraju, z Lewskim Siconco Sofia (dwukrotnie) oraz Miniorem Buchowo (jeden raz); wynik ten powtórzył na Cyprze z Anorthosisem Famagusta. Grał także w klubach afrykańskich i azjatyckich oraz w greckiej Orestiadzie Emporiki, z którą dwukrotnie dotarł do finału Pucharu FIVB.
W 2005 został selekcjonerem reprezentacji Bułgarii mężczyzn. Kilka miesięcy później doprowadził ją do czwartego miejsca w Lidze Światowej, brązowego medalu mistrzostw świata 2006 oraz trzeciego miejsca w Pucharze Świata 2007. Po Igrzyskach Olimpijskich w 2008 w Pekinie zakończył pracę z reprezentacją Bułgarii, która w turnieju zajęła 5.miejsce. W 2008 zaczął pracować z klubami, obecnie prowadzi turecki Halkbank Ankara. Od 2012 poprowadzi bułgarską reprezentację mężczyzn w siatkówce m.in. na IO w Londynie 2012.